# Lektinvägen
Lektinvägen eller lektinkomplementvägen är en typ av kaskadreaktion i komplementsystemet, med liknande struktur som den klassiska komplementvägen i och med att den efter aktivering fortsätter kaskaden med hjälp av C4 och C2 för att producera aktiverade komplementproteiner längre ner i kaskaden. I motsats till den klassiska komplementvägen känner inte lektinvägen igen en antikropp bunden till dess mål. Lektinvägen initieras genom bindning av mannosbindande lektin (MBL) eller fikoliner (Ficolin-1, Ficolin-2, och Ficolin-3) till vissa sockerarter på patogena ytor.
I lektinvägen binder mannosbindande lektin till mannos, glukos eller andra sockerarter med 3- och 4-OH-grupper placerade i ekvatorialplanet, i terminala positioner på kolhydrat- eller glykoproteinkomponenter i mikroorganismer inklusive bakteriestammar som Salmonella, Listeria och Neisseria. MBL kan även binda till svamppatogener som Candida albicans och Cryptococcus neoformans samt vissa virus som HIV typ 1 och Respiratoriskt syncytialvirus (RSV).

## MBL
Mannanbindande lektin (MBL), även kallat mannosbindande protein (MBP), är ett protein som tillhör kollektinfamiljen som produceras av levern och som kan initiera komplementkaskaden genom att binda till ytor på patogener. MBL bildar oligomerer av subenheter, som är trimerer (så att 6- och 18-subenhetsoligomerer motsvarar en dimer respektive en hexamer). Multimerer av MBL bildar ett komplex med MASP1 (Mannosbindande lektin-Associerat Serinproteas), MASP2 och MASP3, som är proteaszymogener. MASP:arna är mycket lika C1r- och C1s-molekylerna i den klassiska komplementvägen. När de kolhydratigenkännande huvudena av MBL binder till specifikt arrangerade mannosrester på ytan av en patogen, aktiveras MASP-1 och MASP-2 för att klyva komplementkomponenterna C4 och C2 till C4a, C4b, C2a och C2b. I människor finns två mindre MBL-associerade proteiner (MAps) som bildar komplex med MBL. Dessa är MBL-associerat protein på 19 kDa (MAp19) och MBL-associerat protein på 44 kDa (Map44). MASP-1, MASP-3 och MAp44 är alternativa splitsningsprodukter av MASP1-genen, medan MASP-2 och MAp19 är alternativa splitsningsprodukter av MASP-2-genen. MAp44 har föreslagits fungera som en kompetitiv hämmare av aktivering av lektinvägar, genom att ersätta MASP-2 från MBL, och därmed förhindra klyvning av C4 och C2. 

## C3-konvertas
C4b tenderar att binda till bakteriecellsmembran. Om det inte sedan inaktiveras kommer det att kombineras med C2a för att bilda det klassiska C3-konvertaset (C4bC2a) på ytan av patogenen, i motsats till det alternativa C3-konvertaset (C3bBb) som är involverat i den alternativa vägen. C4a och C2b fungerar som potenta cytokiner, med C4a som orsakar degranulering av mastceller och basofiler och C2b verkar för att öka vaskulär permeabilitet. Historiskt kallades det större fragmentet av C2 för C2a men vissa publikationer hänvisar nu till det som C2b i enlighet med konventionen att tilldela "b" till det större fragmentet. 

## Klinisk signifikans
Individer med brist på mannosbindande lektin är benägna att få återkommande infektioner, inklusive infektioner i de övre luftvägarna och andra kroppssystem. Personer med detta tillstånd kan också få allvarligare infektioner som lunginflammation och hjärnhinneinflammation. Beroende på typen av infektion varierar symtomen som orsakas av infektionerna i frekvens och svårighetsgrad  Den kliniska betydelsen av MBL-brist diskuteras dock flitigt. 
Spädbarn och yngre barn med mannosbindande lektinbrist verkar vara mer mottagliga för infektioner, men vuxna kan också utveckla återkommande infektioner. Dessutom är drabbade individer som genomgår kemoterapi eller tar läkemedel som dämpar immunförsvaret särskilt utsatta för infektioner. 